# Torneo ATP de Amberes 2023
El European Open 2023 fue un torneo de tenis perteneciente al ATP Tour 2023 en la categoría ATP Tour 250. El torneo tuvo lugar en la ciudad de Amberes (Bélgica) desde el 16 hasta el 22 de octubre de 2023 sobre canchas duras.

## Distribución de puntos y premios
| Modalidad            | Campeón | Finalista | Semifinales | Cuartos de final | 2ª ronda | 1ª ronda | Clasificados | 2ª ronda de clasificación | 1ª ronda de clasificación |
| Individual masculino | 250     | 165       | 100         | 50               | 25       | 0        | 13           | 7                         | 0                         |
| Dobles masculino     | 250     | 150       | 90          | 45               | 20       | 0        | -            | -                         | -                         |

## Cabezas de serie

### Individuales masculino
| Tenista             | Ranking | Preclasificado |
| Stefanos Tsitsipas  | 6       | 1              |
| Jan-Lennard Struff  | 27      | 2              |
| Aleksandr Búblik    | 35      | 3              |
| Arthur Fils         | 44      | 4              |
| Yannick Hanfmann    | 53      | 5              |
| Roberto Carballés   | 61      | 6              |
| Richard Gasquet     | 63      | 7              |
| Juan Pablo Varillas | 65      | 8              |

- Ranking del 2 de octubre de 2023.[2]

### Dobles masculino
| Tenistas                                 | Ranking | Preclasificados |
| Santiago González Édouard Roger-Vasselin | 22      | 1               |
| Kevin Krawietz Tim Puetz                 | 40      | 2               |
| Lloyd Glasspool Hugo Nys                 | 55      | 3               |
| Matwé Middelkoop Andreas Mies            | 72      | 4               |

## Campeones

### Individual masculino
Aleksandr Búblik venció a  Arthur Fils por 6-4, 6-4

### Dobles masculino
Petros Tsitsipas /  Stefanos Tsitsipas vencieron a  Ariel Behar /  Adam Pavlásek por 6-7(5-7), 6-4, [10-8]